# Яптик-Хэсе (фильм)
«Яптик-Хэсе» — документальный фильм 2006 года
Длительность 31 минут, (формат 35мм).
Фильм выпущен на площадке Санкт-Петербургской студии документальных фильмов.

## Сюжет
Фильм рассказывает о буднях ненецкой семьи Яптик, живущей на полуострове Ямал.

## Съёмочная группа
- Автор сценария Э. Бартенев
- Режиссёр Эдгар Бартенев
- Оператор А. Филиппов
- Композитор А. Орлов
- Звукорежиссёр И. Гусаков
- Продюсер В. Тельнов

## Награды
- 2006 — «Золотой Голубь» за лучший короткометражный документальный фильм на 49-м МКФ документальных и анимационных фильмов в Лейпциге
- 2006 — Приз Гильдии киноведов и кинокритиков России «Слон» с формулировкой «За усиление позиций кинодокументалистики в сфере визуальной антропологии» (кинофестиваль «Россия», Екатеринбург).
- 2006 — Приз за операторское мастерство на XVII Открытом Фестивале документального кино «Россия» (Екатеринбург).
- 2006 — Приз «Лучшему оператору» (приз имени Владислава Микоши) на III Международном Телекинофестивале документальной мелодрамы «Саратовские страдания» (Саратов).
- 2006 — Приз Гильдии киноведов и кинокритиков России «Слон» — с формулировкой «А олени — лучше!» («Киношок», Анапа).
- 2006 — Гран-при Международного Жюри «Шорт-шок» за лучший короткометражный фильм на XV Открытом Фестивале Кино стран Балтии и стран СНГ «Киношок» — с формулировкой «За сильные образы и чувство юмора» (Анапа).
- 2006 — Гран-при V Российского Фестиваля Антропологических Фильмов (Салехард).
- 2006 — «Золотой Кентавр» за лучший короткометражный документальный фильм на XVI МКФ документальных, короткометражных игровых и документальных фильмов (Санкт-Петербург), международный кинофестиваль «Послание к человеку».
- 2007 — «Золотая ладья», кинофестиваль «Окно в Европу»